# 尤寧鎮區 (阿肯色州內華達縣)
尤寧鎮區（英語：Union Township）是位於美國阿肯色州內華達縣的一個行政鎮區。

## 地方資料
尤寧鎮區的面積為121.65平方千米，當中陸地面積為121.29平方千米，而水域面積為0.36平方千米。根據2010年美國人口普查的數據，當地共有人口216人，而人口密度為每平方千米1.78人。